# Јуриј Газински
Јуриј Александрович Газински (рус. Юрий Александрович Газинский; Комсомољск на Амуру, 20. јул 1989) професионални је руски фудбалер који игра у средини терена на позицији дефанзивног везног. Члан је фудбалског клуба Урал и репрезентације Русије.

## Клупска каријера
Газински је почео да тренира фудбал још као шестогодишњи дечак у родном Комсомољску на Амуру, а у професионалној конкуренцији дебитовао је у августу 2007. наступом у дресу екипе Смена из родног града која се у то време такмичила у другој дивизији. У лето 2010. прелази у редове екипе Луч-Енергија за коју је наступао током наредне две сезоне у првој лиги. Каријеру наставља у истом рангу такмичења, а сезону 2012/13. проводи играјући за московски Торпедо.
Последњег дана маја 2013. Газински потписује трогодишњи уговор са премијерлигашем Краснодаром за који је током дебитантске сезоне одиграо 33 утакмице и постигао један гол. У тој сезони играо је и финале руског купа против екипе Ростова. Наредну сезону започео је дебитантским наступом на европској сцени, на утакмици Лиге Европе против естонског Калева (победа руског тима од 4:0) играној 17. јула 2014. године.

## Репрезентативна каријера
За сениорску репрезентацију Русије дебитовао је 31. августа 2016. у пријатељској утакмици против Турске. Исте године одиграо је још три пријатељске утакмице у дресу националног тима, а потом је био члан репрезентације и на Купу конфедерација 2017. у Русији (иако није одиграо ни један званични меч на том такмичењу). Газински се нашао и на коначном списку учесника селектора Станислава Черчесова за Светско првенство 2018. чији домаћин је била управо Русија.

## Успеси и признања
Краснодар
- Финалиста Купа Русије у сезони 2013/14.